# Canada aux Jeux olympiques de 1900
L'équipe olympique du Canada, comptant deux athlètes, a remporté deux médailles pour sa première participation aux Jeux olympiques lors de ces Jeux olympiques d'été de 1900 à Paris. Deux concurrents ont participé à quatre épreuves dans une discipline. 
Aucune structure nationale, aucune représentation n'existe en 1900 comme elle se pratique actuellement.  Les représentants du Canada sont George Orton et Ronald MacDonald. Orton est le premier Canadien à remporter une médaille, gagnant l'épreuve du 2 500 mètres steeplechase. Il finit par la suite à la troisième place du 400 mètres haies et cinquième du 4 000 mètres steeplechase. Orton, qui poursuit des études à l'University of Pennsylvania, a en fait accompagné la délégation des États-Unis aux Jeux.

## Liste des médaillés canadiens

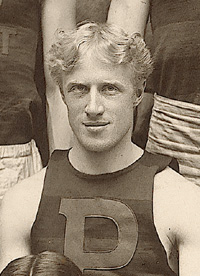
George Orton

### Médaille d'or
| Sport             | Discipline           | Sportifs     | Performance  |
| Médaille d'or : 1 |                      |              |              |
| Athlétisme        | 2 500 m steeplechase | George Orton | 7 min 34 s 4 |

### Médaille de bronze
| Sport                  | Discipline  | Sportifs     | Performance |
| Médaille de bronze : 1 |             |              |             |
| Athlétisme             | 400 m haies | George Orton | 58 s 9      |

## Sources
- (en) Cet article est partiellement ou en totalité issu de l’article de Wikipédia en anglais intitulé « Canada at the 1900 Summer Olympics » (voir la liste des auteurs).